# Караван (селище)
Караван — селище в Україні, підпорядковане Люботинській міській громаді Харківського районуХарківської області. Населення становить 1029 осіб. Орган місцевого самоврядування — Люботинська міська рада.

## Географія

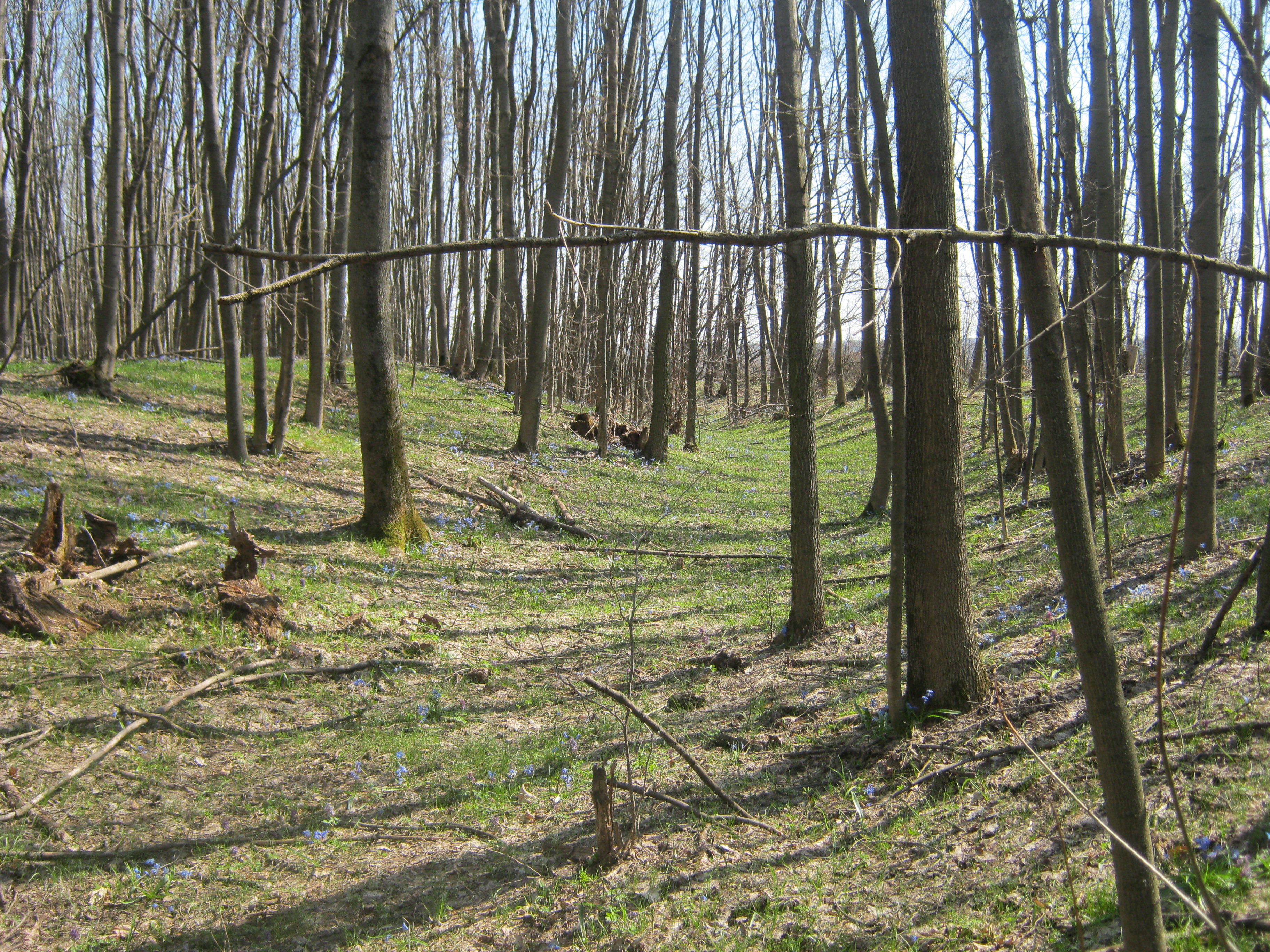
Караванське городище

Селище Караван знаходиться біля витоків річки Мерефа в балці Ржавий Яр. Нижче за течією примикає місто Люботин. На річці кілька загат. Навколо селища кілька невеликих лісових масивів (дуб).

## Історія
Селище Караван вперше згадується у 1716 році. 
Підчас Німецько-радянської війни у 1941 - 1943 роках було окуповане німецькими військами.
У березні 1995 року Верховна Рада України внесла Караванський спиртовий завод до переліку підприємств, приватизація яких заборонена у зв'язку з їх загальнодержавним значенням.
Населення селища згідно перепису 2001 року становило 1029 осіб (456 чоловіків і 573 жінки).
Підчас фінансово-економічної кризи 2008-2009 років, у січні 2009 року Караванський спиртовий завод зупинив роботу.
У липні 2010 року було порушено справу про банкрутство Караванського заводу кормових дріжджів.
У листопаді 2011 року було порушено справу про банкрутство спиртового заводу .

## Економіка
На території селища працюють два потужні підприємства:
- Караванське МПД Державного підприємства "УКРСПИРТ"
- ТОВ "Караванський завод кормових дріжджів".

У селищі діє два заклади освіти: 
- Карванська ЗОШ І-ІІІ ступенів,
- Карванський ДНЗ.

Два заклади культури:
- Караванський селищний клуб
- Караванська бібліотека-філія №4 Люботинської ЦБС.

Відділення зв'язку та Медична амбулаторія.

## Пам'ятки
Вершина зовнішнього валу городища (V–IV ст. до н. е.)

## Галерея

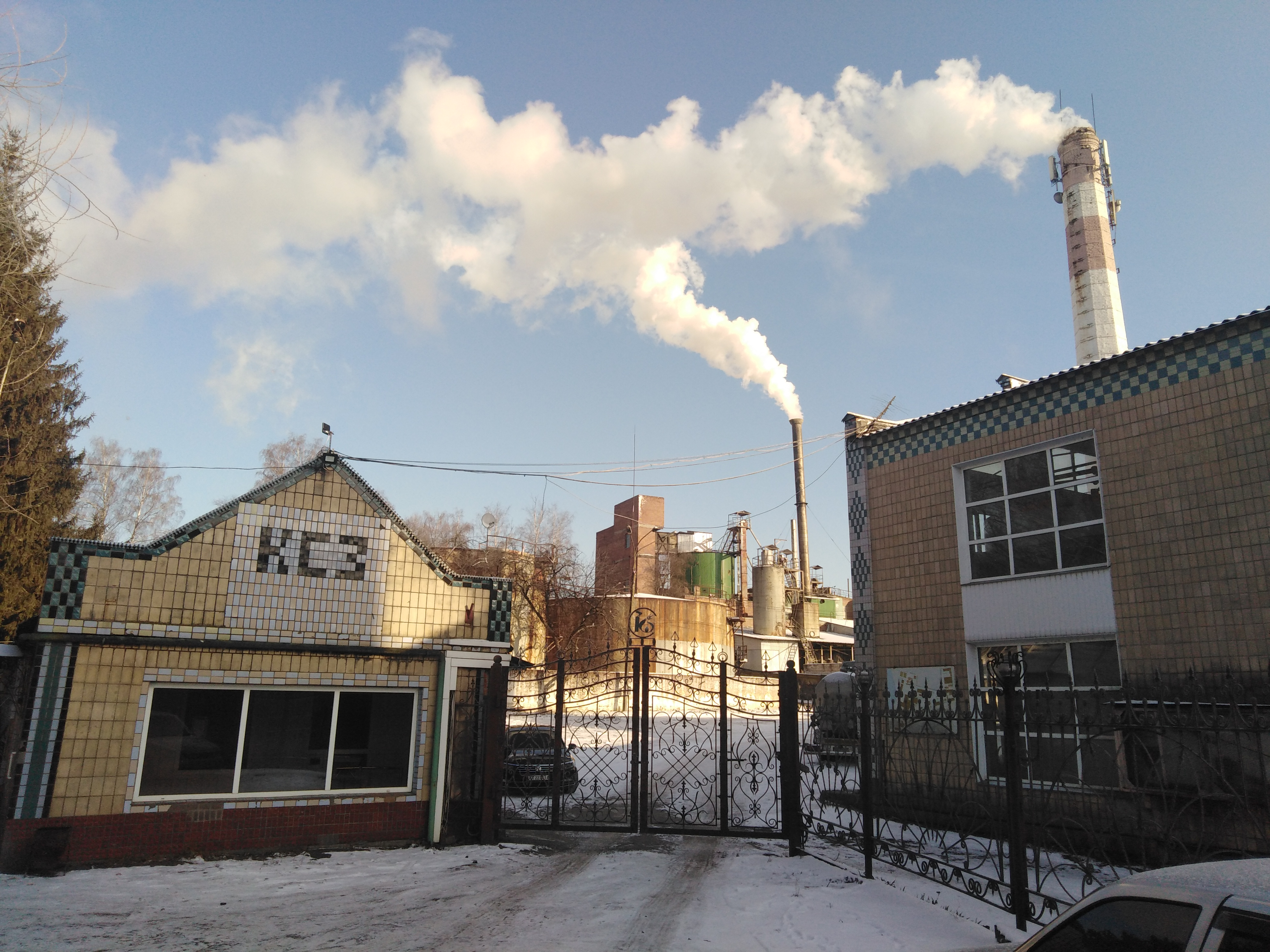
Прохідна спиртового заводу. Можна побачити на будівлі абревіатуру «КСЗ» а на воротах цифру «1837», ця дата згадується як рік заснування заводу
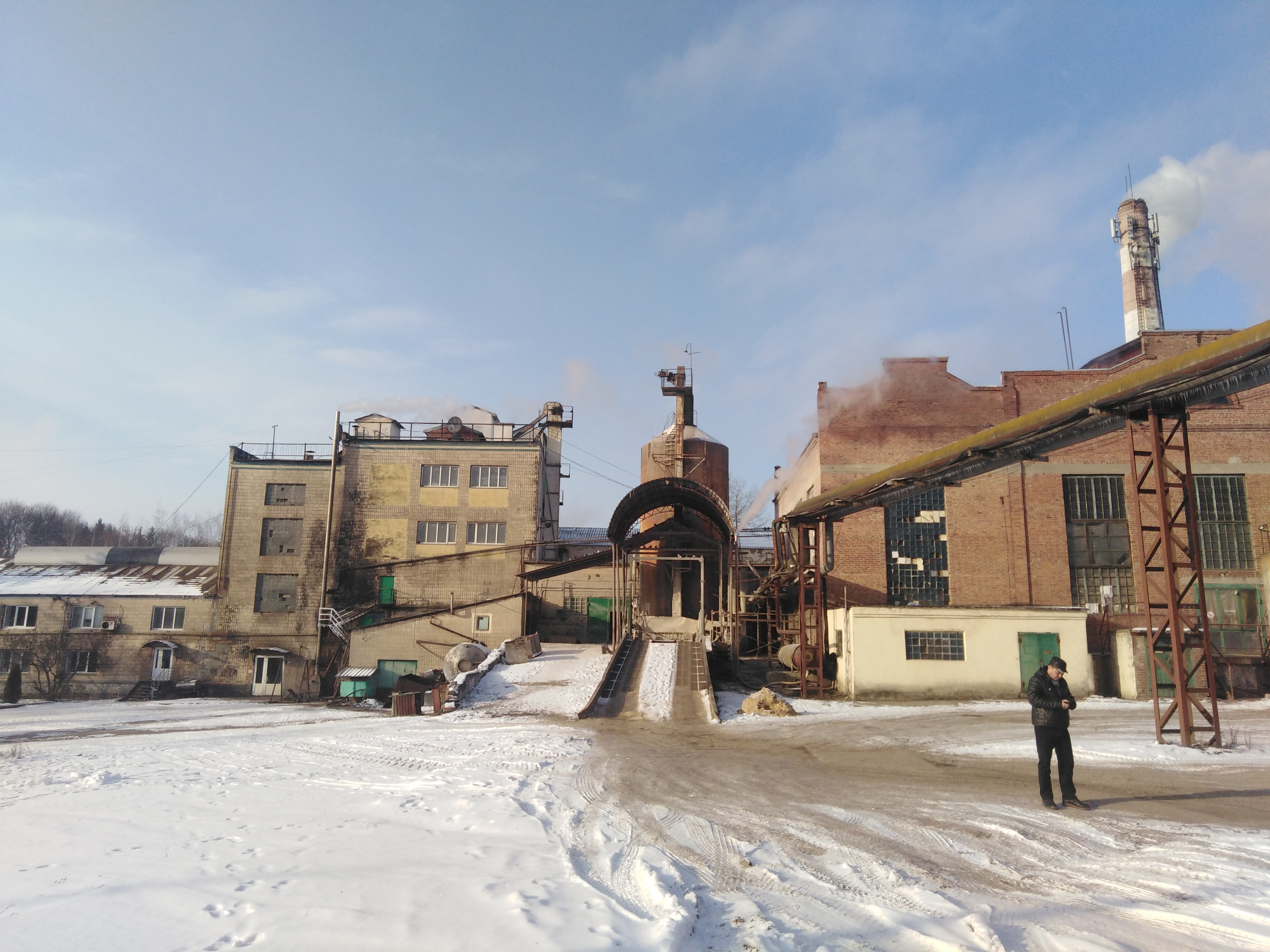
Караванський спиртовий завод
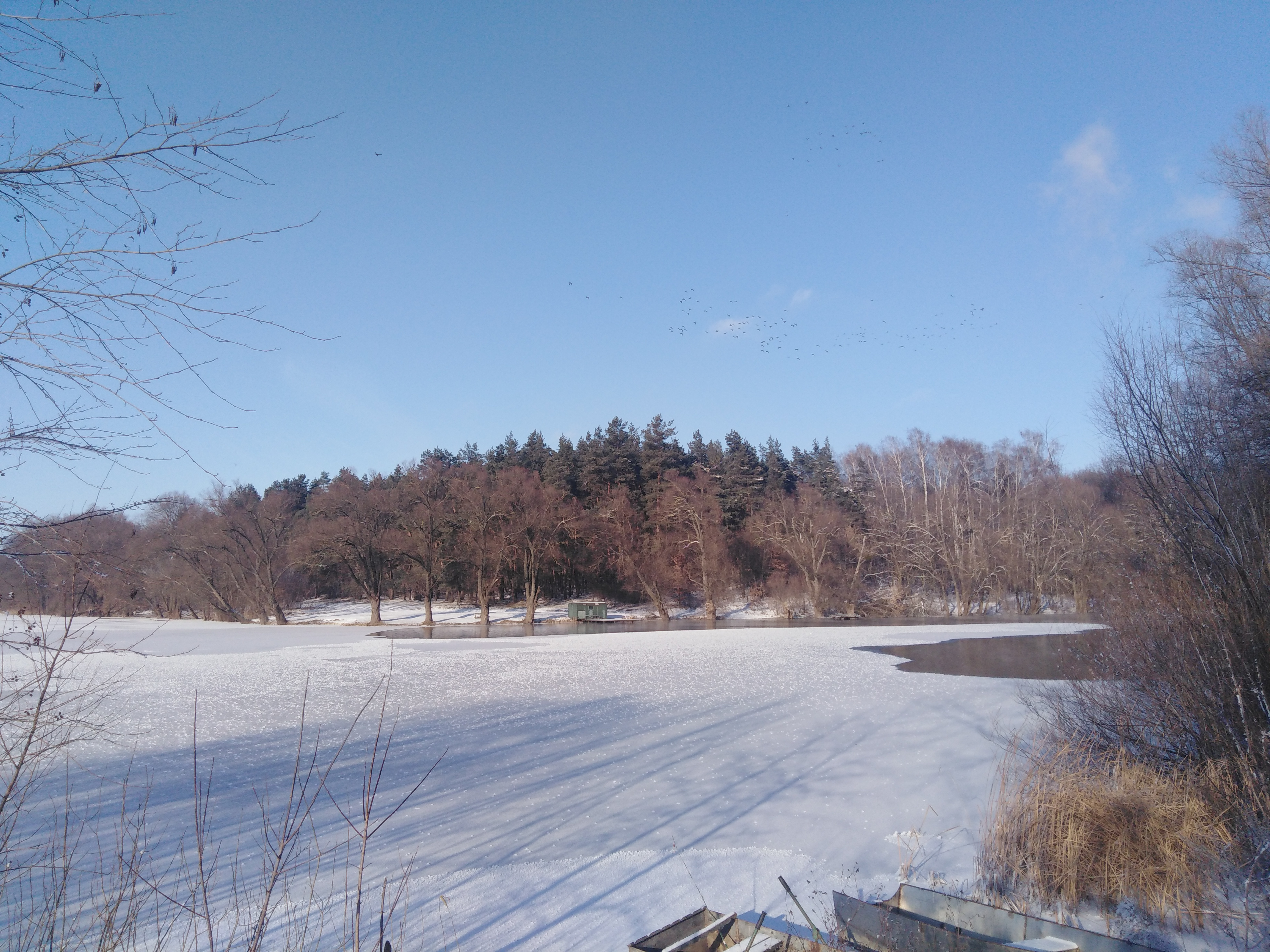
Став біля прохідної спиртового заводу
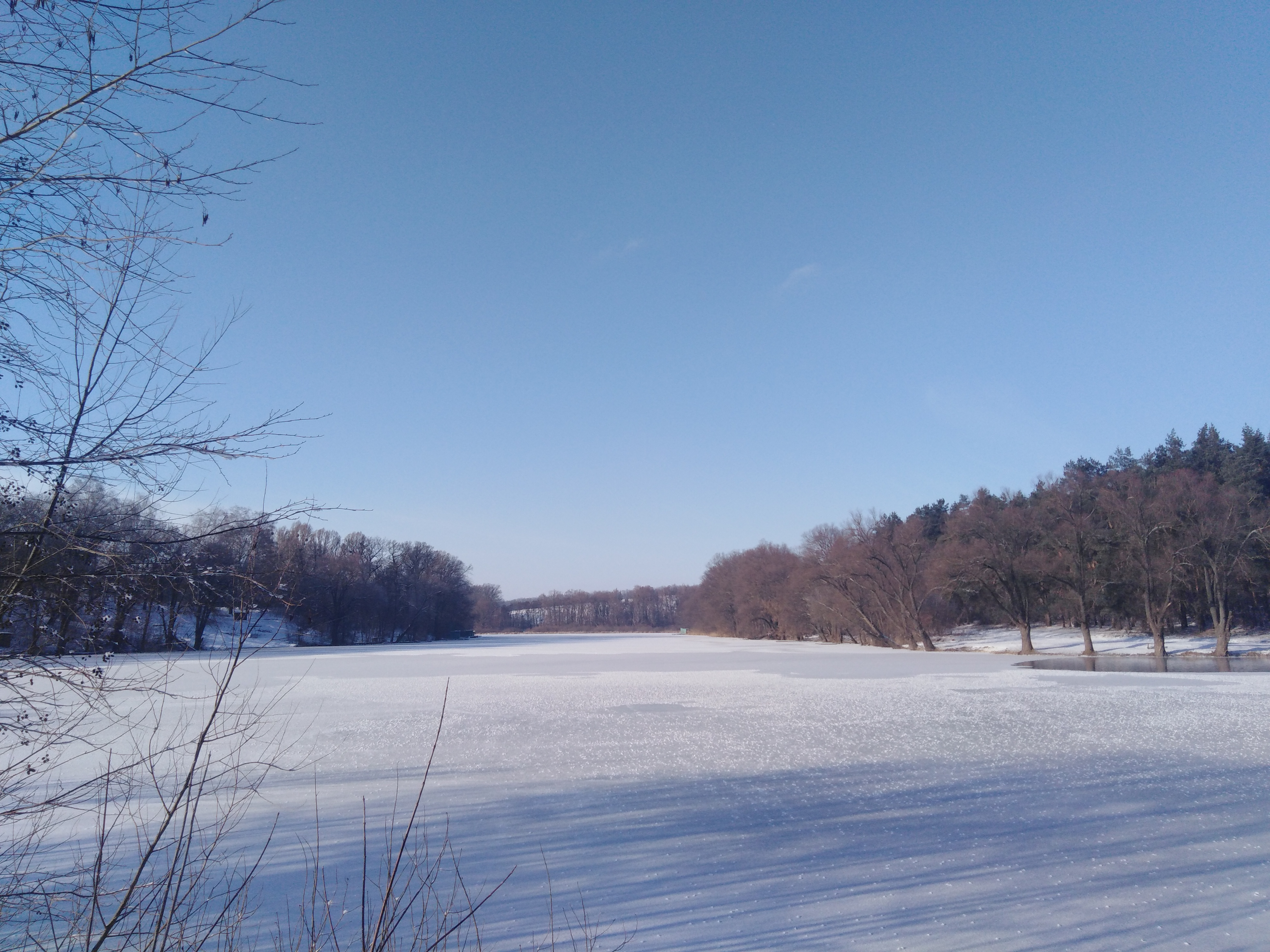
Став біля прохідної спиртового заводу